# 約束のカケラ
「約束のカケラ」（やくそくのカケラ）は、w-inds.の17枚目のシングル。2005年11月23日発売。発売元はFLIGHT MASTER。

## 解説

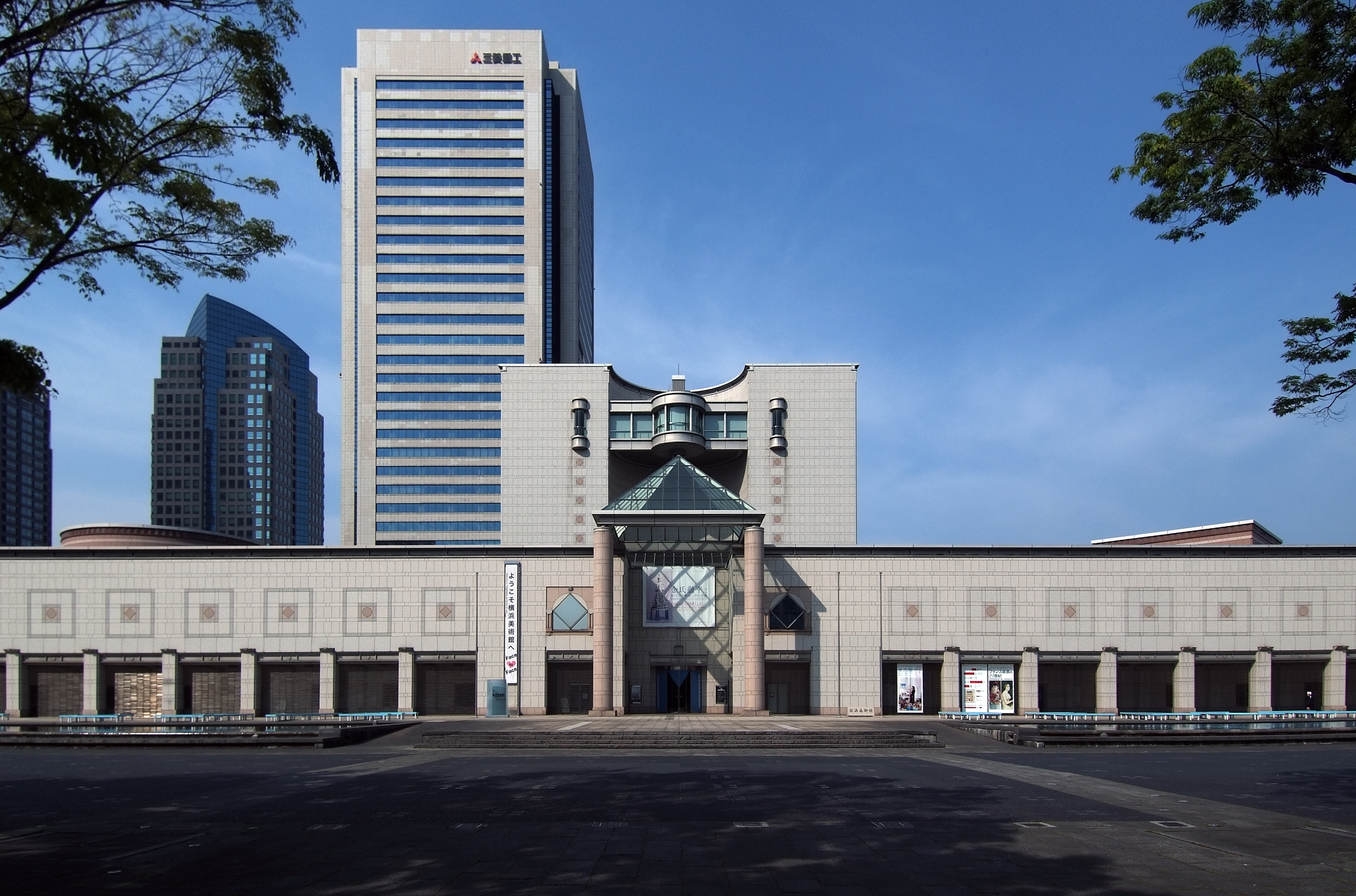
「約束のカケラ」のPVロケ地・横浜美術館（神奈川県横浜市）

通算17枚目のシングル。w-inds.としてはシングル初のクリスマスソング。
メンバー出演のブルボンガムCMソング。日本テレビ系列『イッテQ!』12月エンディング・テーマ。日本テレビ系列『音楽戦士 MUSIC FIGHTER』12月 POWER PLAY。
このシングルから、カップリング曲が2曲になった。
ミュージック・ビデオは横浜美術館周辺にて撮影、上野なつひが出演している。
ジャケット写真に登場するキャンドルは、アメリカ・ニューヨークのグラウンド・ゼロをはじめ各所で平和祈念イベントをプロデュースしているキャンドルデザイナーCandle JUNEによるもの。

## 収録曲
1. 約束のカケラ
（作詞:Kiyohito Komatsu　作曲:Ryoki Matsumoto 編曲:Daisuke Kahara）
2. デジャヴ
（作詞:shungo.　作曲:Lasse Andersson/Anuj Nair 編曲:Koma2 Kaz）
3. Pearl Dance
（作詞:Izumi Arisato 作曲:Jos Jorgensen/Andy Love 編曲:Koma2 Kaz）
4. 約束のカケラ (Instrumental)
5. デジャヴ (Instrumental)
6. Pearl Dance (Instrumental)